# 兴安石竹
兴安石竹（学名：Dianthus chinensis var. versicolor），又称北石竹，为石竹科石竹属下的一个变种。
株高20-25厘米，根部粗大，叶斜上，花单生或者2-3朵簇生聚伞花花序，果期为8-9月。生于中国东北、西北地区，在俄罗斯、蒙古也有生长分布。

## 扩展阅读
- 維基物種上的相關：兴安石竹